# Carlo Colombo (attore)
Carlo Colombo (Parabiago, ...) è un attore italiano.

## Biografia
Formatosi alla scuola del Piccolo a Milano, debutta a teatro agli inizi degli anni settanta, diretto da Mario Missiroli. Nel 1974 ottiene il ruolo di Lapo ne La cena delle beffe di Sem Benelli diretto da Carmelo Bene. Contemporaneamente intraprende la carriera televisiva e cinematografica in ruoli da comprimario. Il ruolo principale fu in Le calde notti di Caligola di Roberto Bianchi Montero, dove interpretò il protagonista Caligola.

## Filmografia

### Cinema

Carlo Colombo in una scena del film Fantozzi subisce ancora (1983)

- Amore grande, amore libero, regia di Luigi Perelli (1976)
- Von Buttiglione Sturmtruppenführer, regia di Mino Guerrini (1977)
- Le calde notti di Caligola, regia di Roberto Bianchi Montero (1977)
- Scusa se è poco, regia di Marco Vicario (1982)
- Fantozzi subisce ancora, regia di Neri Parenti (1983)
- La vera storia della rivoluzione francese (Liberté, égalité, choucroute), regia di Jean Yanne (1985)
- Desiderando Giulia, regia di Andrea Barzini (1986)
- Le finte bionde, regia di Carlo Vanzina (1989)
- Ho vinto la lotteria di capodanno, regia di Neri Parenti (1989)
- Il male oscuro, regia di Mario Monicelli (1990)
- I divertimenti della vita privata, regia di Cristina Comencini (1990)
- Infelici e contenti, regia di Neri Parenti (1992)
- Vacanze di Natale '95, regia di Neri Parenti (1995)
- Palla di neve, regia di Maurizio Nichetti (1995)
- Le faremo tanto male, regia di Pino Quartullo (1998)
- Il cielo in una stanza, regia di Carlo Vanzina (1999)
- In principio erano le mutande, regia di Anna Negri (1999)

### Televisione
- Dal primo momento che ti ho visto – programma TV (1976)
- Morte a passo di valzer – miniserie TV, 1 episodio (1979)
- George Sand – miniserie TV, 1 episodio (1981)
- Verdi – miniserie TV, 5 episodi (1982)
- Anni '60 – serie TV, 1 episodio (1999)
- Un maresciallo in gondola, regia di Carlo Vanzina – film TV (2002)
- Il maresciallo Rocca e l'amico d'infanzia – miniserie TV (2008)
- Una madre, regia di Massimo Spano – miniserie TV (2008)

## Teatro
- A proposito di Liggio, regia di Mario Missiroli (1974)
- La cena delle beffe di Sem Benelli, regia di Carmelo Bene (1974)
- Solo quando rido, regia di Alberto Lionello (1992)